# 나카타 고지
나카타 고지(일본어: 中田 浩二, 1979년 7월 9일 ~)는 은퇴한 일본의 축구 선수이다.

## 구단 경력
1998년 J1리그의 가시마 앤틀러스에 입단했다. 1998년, 2000년, 2001년 3번의 J1리그 우승을 차지했다. 2004년까지 144경기에 출전하여, 27득점을 넣었다. 2005년부터 2008년까지 올랭피크 마르세유와 FC 바젤에서 뛰었다. 2008년 가시마 앤틀러스로 복귀했다. 2008년과 2009년 2번의 J1리그 우승을 차지했다. 2014년후 현역 은퇴.

## 국가대표팀 경력
그는 1999년 FIFA 세계 청소년 축구 선수권 대회에 참가할 일본 U-20 국가대표팀에 발탁되었으며, 7경기에 출전, 준우승에 기여했다.
2000년 2월 5일 멕시코과의 경기에서 일본 국가대표팀에 데뷔했다.
2000년 하계 올림픽에 참가할 일본 U-23 국가대표팀에 발탁되었으며, 3경기에 출전했다.
2번의 FIFA 컨페더레이션스컵, 2004년 AFC 아시안컵에도 출전, 아시안컵 준우승에 기여했다. 그는 2007년까지 국제 A매치 통산 57경기에 출전, 2득점을 넣었다.

## 통계
| 일본 | 일본 | 일본 |
| 연도 | 출전 | 득점 |
| ---- | ---- | ---- |
| 2000 | 7    | 0    |
| 2001 | 13   | 0    |
| 2002 | 13   | 0    |
| 2003 | 7    | 0    |
| 2004 | 6    | 2    |
| 2005 | 8    | 0    |
| 2006 | 2    | 0    |
| 2007 | 1    | 0    |
| 통산 | 57   | 2    |

## 수상

### 클럽
- 가시마 앤틀러스
  - A3 Champions Cup - 2003
  - J. League Division 1 - 1998, 2000, 2001, 2008, 2009
  - Emperor's Cup - 2000
  - J. League Cup - 2000, 2002
- 올랭피크 드 마르세유
  - UEFA Intertoto Cup - 2005
- FC 바젤
  - Swiss Super League - 2007/08
  - Swiss Cup - 2006/07, 2007/08